# Glasvleugeldistelboorvlieg
De glasvleugeldistelboorvlieg (Terellia serratulae) is een vlieg uit de familie van de boorvliegen (Tephritidae). De wetenschappelijke naam van de soort werd als Musca serratulae in 1758 gepubliceerd door Carl Linnaeus.